# Perossido di acetone
Il perossido di acetone (o TATP) è un perossido organico e un potente esplosivo primario. Il TATP puro si presenta come un cristallo di colore bianco pallido inodore. È estremamente sensibile al calore, all'attrito e agli urti. Il perossido di acetone è stato scoperto nel 1895 da R. Wolffenstein in Germania.

## Proprietà e sintesi
Per perossido di acetone ci si riferisce comunemente al trimero ciclico TCAP (perossido di acetone triciclico), anche denominato triperossido di triacetone (TATP). Il perossido di acetone viene prodotto mescolando il perossido di idrogeno (acqua ossigenata) con l'acetone usando una piccola quantità di acido solforico o acido cloridrico che funge da catalizzatore. Tramite queste operazioni si producono anche il monomero e il dimero che sono ancor più instabili e sensibili del trimero. A temperatura ambiente, il trimero sublima lentamente trasformandosi nel dimero più instabile e più pericoloso. Quando viene bruciato in piccole quantità e in condizioni ordinarie, il perossido di acetone si comporta da normale combustibile. Oltre i due grammi, invece, diventa fortemente esplosivo detonando quando è sottoposto a una fonte di calore. In condizioni di confinamento può detonare anche in piccole quantità. Il TATP completamente asciutto (per esempio in vecchie miscele) è molto più sensibile alla detonazione rispetto al prodotto di recente sintesi, ancora umido di acqua o acetone.
{\displaystyle {\ce {2C9H18O6 \ + \ 21O2 -> 18H2O \ + \ 18CO2}}}

## Pericolosità
La molecola del trimero è molto instabile ed esplode per urto, frizione o esposizione a fonti di calore. L'esplosione è piuttosto energica e può causare incidenti gravi, anche mortali.
Inoltre, se la sintesi è condotta a temperature superiori a 10 °C e con attrezzature non specializzate - cosa resa possibile dal basso costo delle materie prime e dalla semplicità della fabbricazione - insieme al trimero sono prodotte quantità consistenti di dimero, ancor meno stabile, inutile come esplosivo perché troppo sensibile.
Se il prodotto è conservato in recipienti a chiusura ermetica, un ulteriore pericolo è dato dalla sua volatilità. Quando asciutto, infatti, il perossido di acetone tende a sublimare con facilità, per poi formare grossi cristalli sulle pareti o sul coperchio del recipiente. La rottura e la conseguente esplosione di uno di questi cristalli (ad esempio in seguito all'apertura del contenitore) può provocare la detonazione per simpatia dell'intero contenuto. Solo se il perossido di acetone è conservato umido o bagnato e a basse temperature, la sua sublimazione si riduce sensibilmente e può essere conservato per periodi di tempo più lunghi.

## Usi
Nel campo militare non è utilizzato come esplosivo primario (in detonatori) perché esistono molti altri esplosivi alternativi più sicuri. È estremamente pericoloso sintetizzare il TATP a casa propria senza un'attrezzatura adeguata o un laboratorio; nemmeno la nitroglicerina è altrettanto sensibile, e per questo è raro che i laboratori lo sintetizzino.
Nell'industria i perossidi di acetone sono sottoprodotti comuni (per esempio nella sintesi del fenolo) da eliminare immediatamente a causa della loro pericolosità; esistono numerosi metodi per la loro eliminazione e per limitarne al minimo la produzione; per esempio è possibile aumentare il valore del pH della reazione oppure aggiungere un sale solubile di rame.
Il perossido di acetone è stato utilizzato come esplosivo negli attentati del 13 novembre 2015 a Parigi, negli attentati di Bruxelles del 22 marzo 2016 e nell'attentato di Manchester del 22 maggio 2017. Si ritiene sia stato utilizzato anche negli attentati di Londra del 7 luglio 2005.